# Takeda Nobukado
Takeda Nobukado (武田信廉 (Võ Điền Tín Liêm) 1529-1582) là một nhà chỉ huy trong thời kỳ Sengoku của Nhật Bản. Ông là em út của Takeda Shingen và có mặt trong 24 vị tướng của Takeda Shingen. Trước khi trở thành một vị tướng, ông là một họa sĩ. Sau khi Shingen mất, ông trở thành người cố vấn của Takeda Katsuyori và đã tham gia Trận Nagashino vào năm 1575.
Năm 1582, Oda Nobunaga đem quân đi xâm chiếm Shinano, Nobukado đã cố chạy trốn nhưng bị bắt ở Zenkoji và bị đem đi chặt đầu cùng với các binh sĩ trung thành của nhà Takeda.